# Jindice
Jindice (německy Inditz) jsou vesnice, část obce Rašovice v okrese Kutná Hora. Nachází se asi 3,5 kilometru severně od Rašovic a patnáct kilometrů jihozápadně Kutné Hory. Jindice je také název katastrálního území o rozloze 4,4 km². Obcí protéká Onomyšlský potok. V Jindicích sídlí rašovický obecní úřad. 

## Historie
První písemná zmínka o vesnici pochází z roku 1352. Před rokem 1418 získal ves do správy Jan ze Zásmuk. V roce 1461 zastavil král Jiří z Poděbrad Jindice a další vesnice, Janu Čábelickému ze Soutic. V roce 1589 prodal Prokop Čábelický ze Soutic Jindice Divišovi Hostavičskému z Petrovic. Když zemřel, tak byly v roce 1596 prodány Jindřichu Mírkovi ze Solopysk. Poté je koupil měšťan nového města pražského Daniel Pražák v roce 1601. Jeho dědicové vesnici v roce 1615 prodali Jindřichovi Filipovi Čejkovi z Olbramovic. Potom se Jindice staly samostatným statkem, až je Volf Kryštof z Hopfengarten roku 1670 prodal Hanuši Bedřichu z Trauttmansdorfu. Poté se vystřídalo ještě několik majitelů. Do roku 1975 byly Jindice samostatnou obcí a poté se staly součástí obce Rašovice.

## Doprava
Autobusy do vesnice zajíždějí v pravidelných intervalech a vesnice je součástí PID, aktuálně je možné využít regionální linky 487 a 681, přímá obslužnost do Kolína, Vlašimi a Uhlířských Janovic. Nejbližší železniční zastávka jsou Hatě, vzdálená cca 3 kilometry. Zastávka je nově rekonstruovaná, bez personálu, a je na trati číslo 014 Kolín–Ledečko. Do vesnice vede silnice II/125.

## Sport
Ve vesnici působí aktivně Sbor dobrovolných hasičů Jindice, který se aktivně zapojuje do všech místních a krajských soutěží.

## Pamětihodnosti
- Kostel svatého Václava v jižní části vsi
- Socha svatého Václava stojí před čp. 67
- Secesní zámek se zpustlým parkem se zbytky zajímavé parkové flóry a architektury a dvěma rybníčky
- starý dub na příjezdu do obce od Hrádku s pomníčkem z druhé světové války
- lípa za obcí směrem na Mančice s křížkem
- pískovcový křížek na návsi u školy

## Osobnosti
Narodili se zde:
- Matěj Rössler[5] (1754–1829), kněz, děkan v Poděbradech, zakladatel českého ovocnářství[6]
- Josef Pečírka (1818–1870), spisovatel a překladatel knih pro mládež a populárně-naučných prací.[7]

Na zdejším statku zemřel roku 1911 zemědělský pedagog, agronom a mladočeský politik Rudolf Treybal.

## Galerie

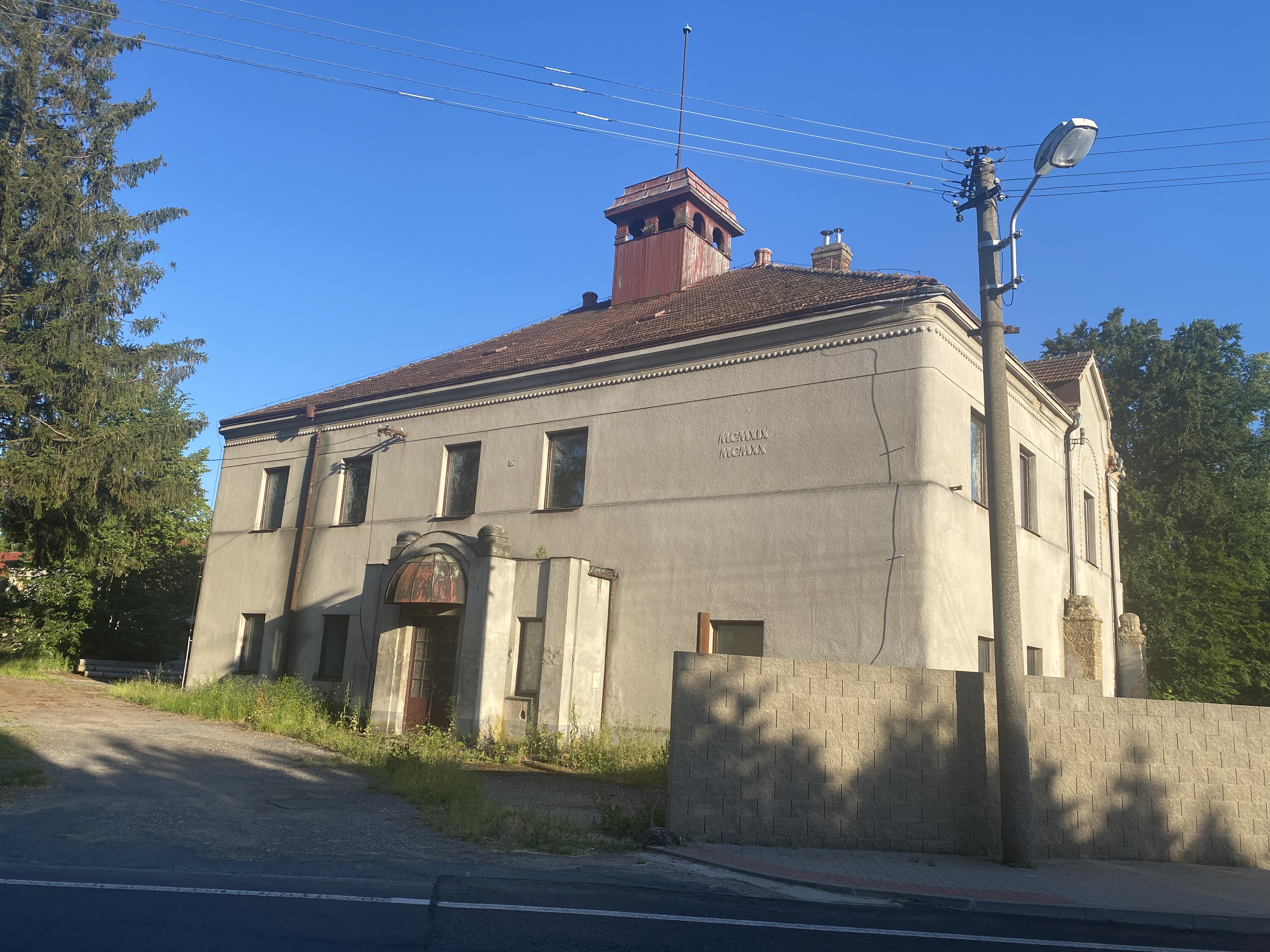
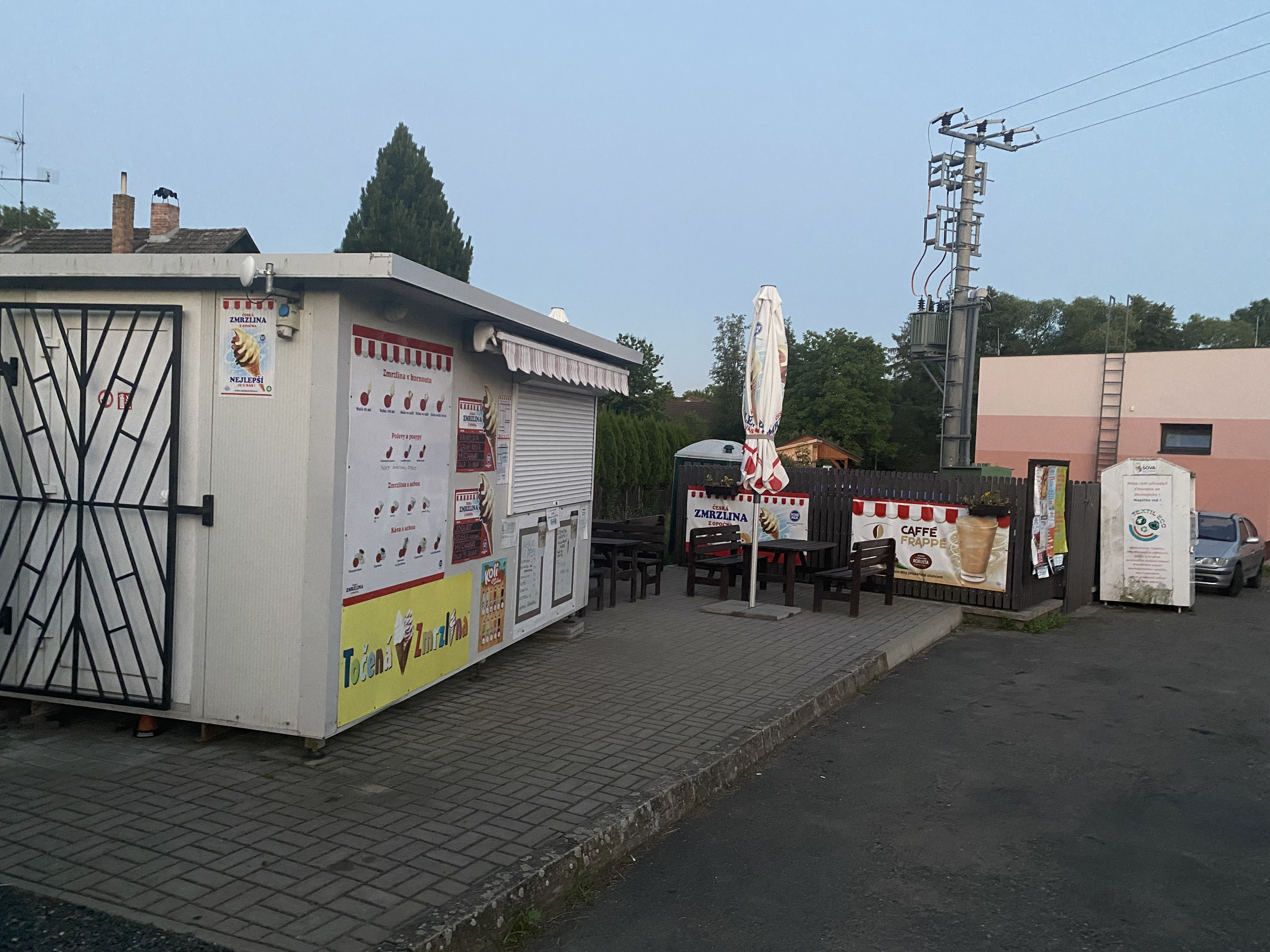
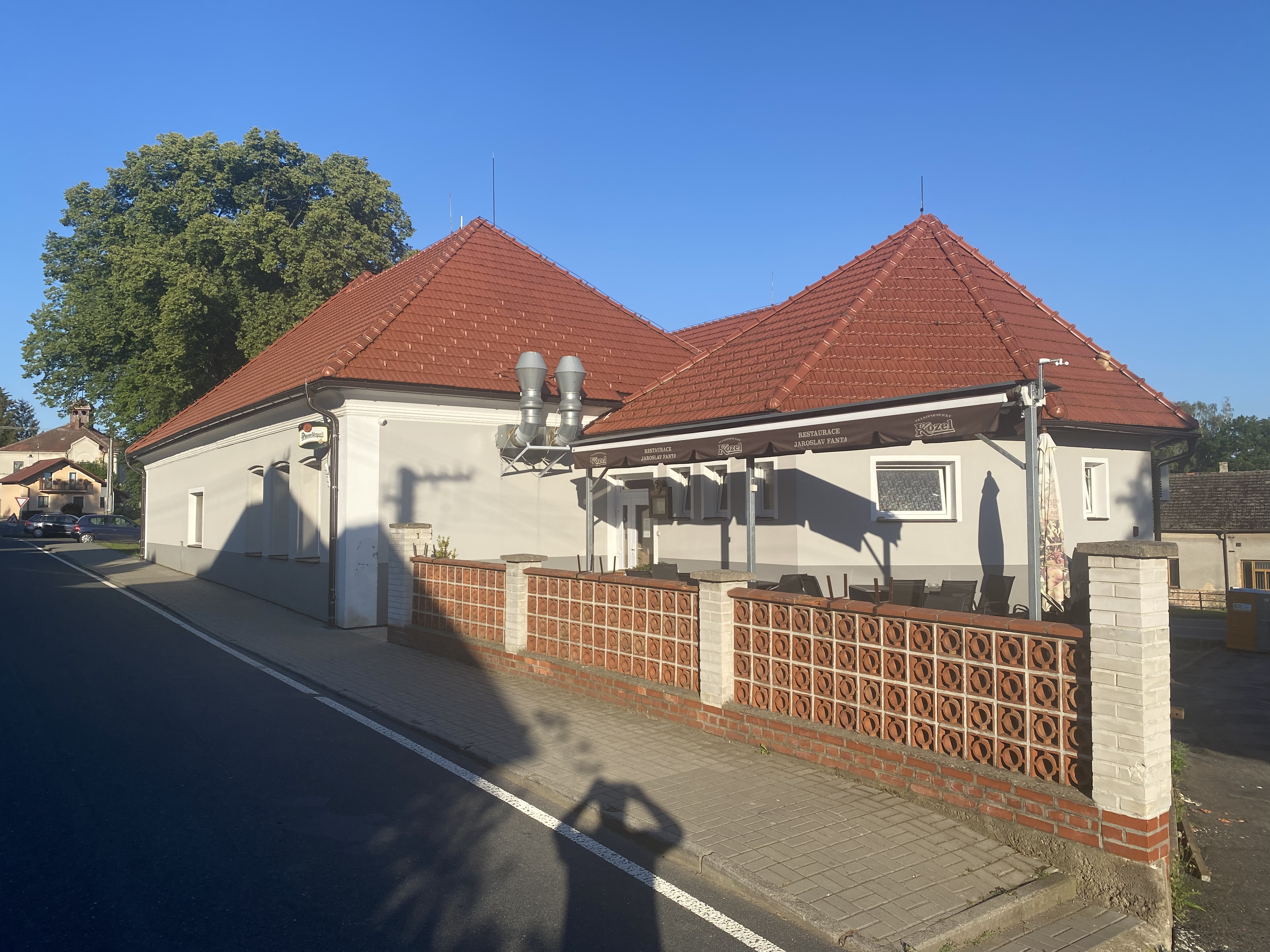
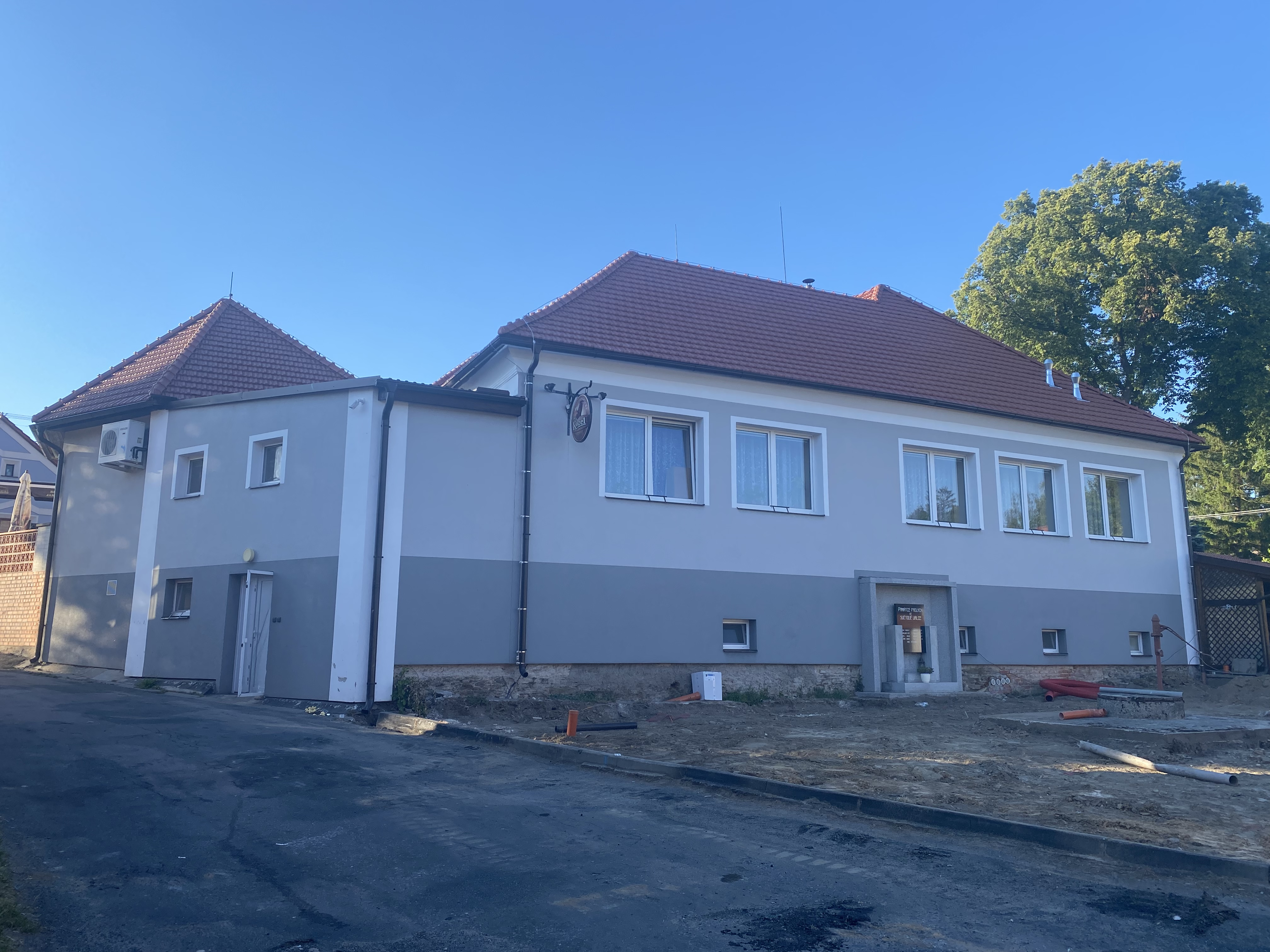
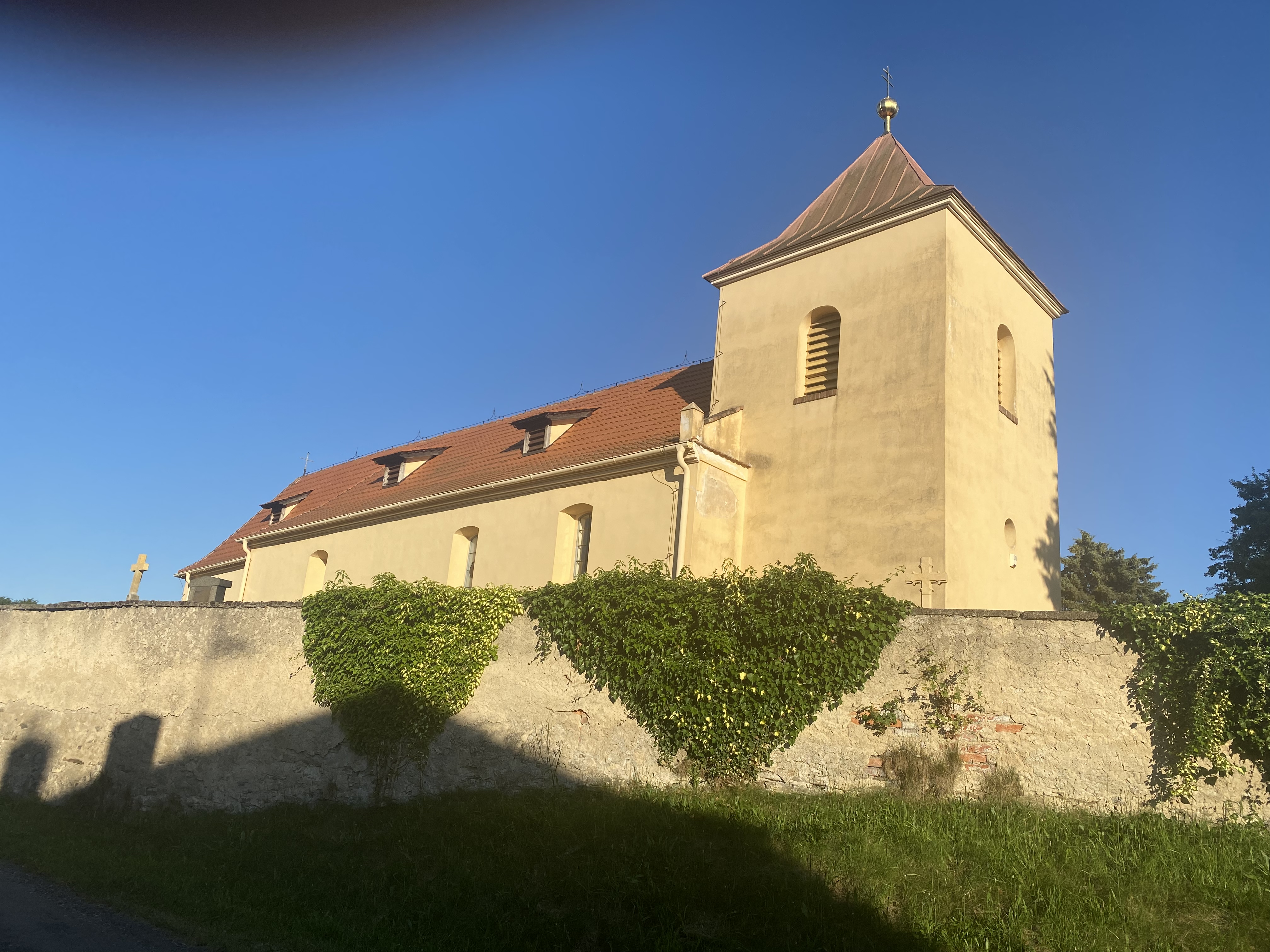
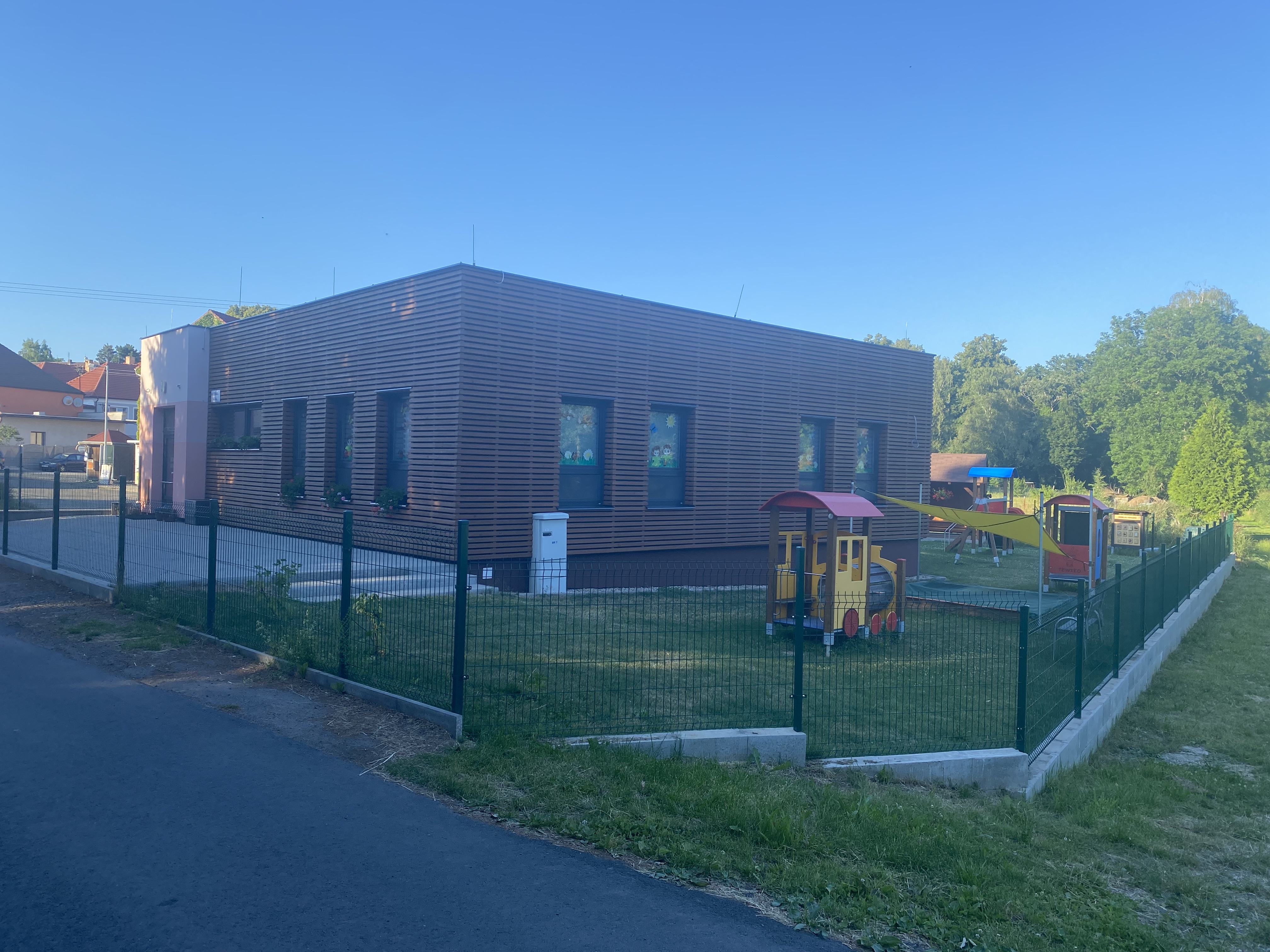
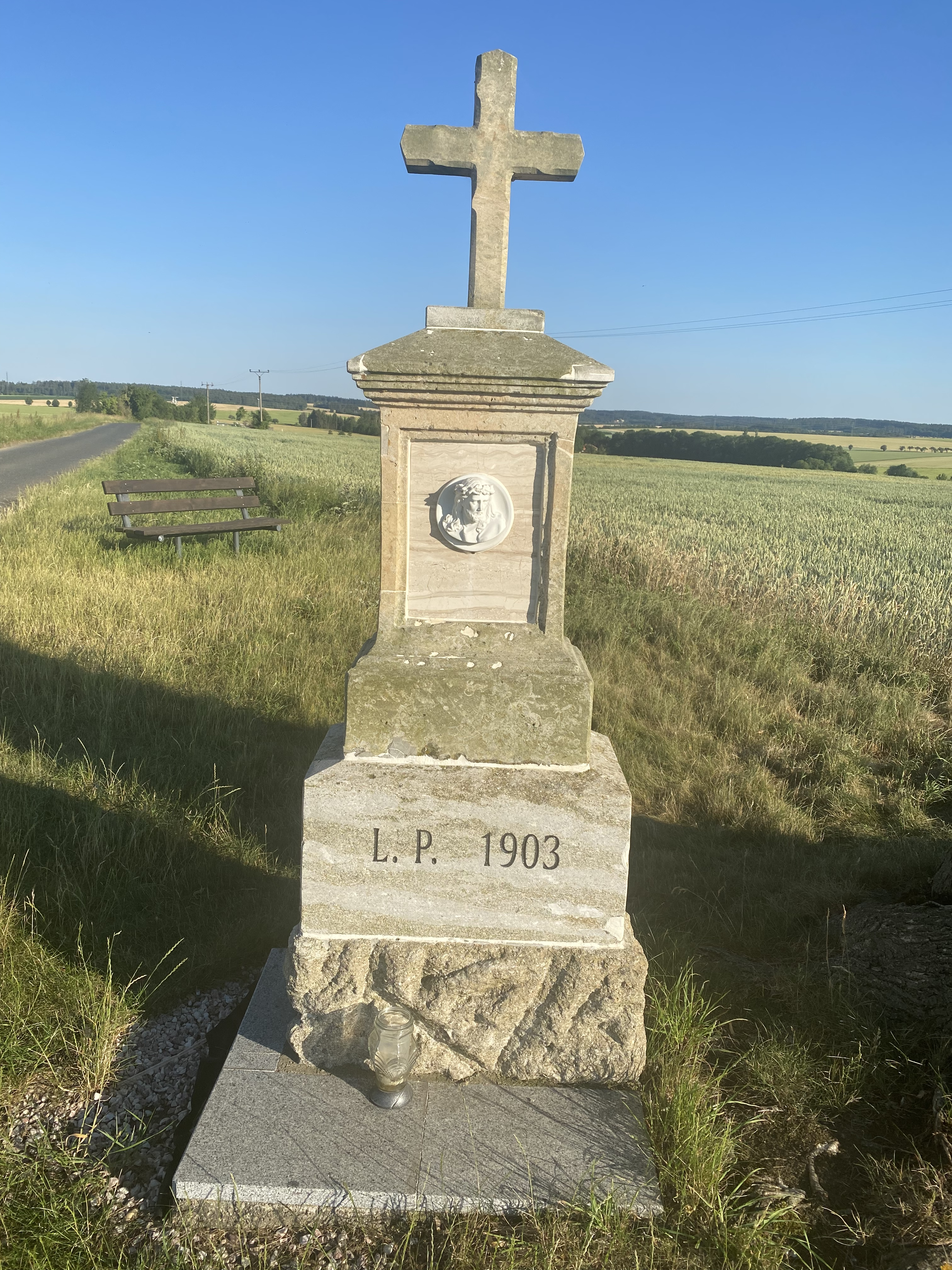